# Africana
Africana ist eine Gattung der Spulwürmer mit acht Arten. Sie sind Parasiten bei Amphibien und Reptilien in Asien und Afrika.

## Merkmale
Die drei Lippen sind deutlich vom Körper abgesetzt. Der Schwanz der Männchen zeigt Kaudalflügel, die aber nicht durch Papillen gestützt sind.

## Systematik
Hodda (2022) gliedert die Unterfamilie Spinicaudinae in nur eine Tribus (Spinicaudini) mit der einzigen Untertribus Spinicaudinii, in der neben Africana vier weitere Gattungen eingruppiert sind. Das Interim Register of Marine and Nonmarine Species (IRMNG) listet folgende Arten:
- Africana acuticeps Gedoelst, 1916
- Africana africana Gendre, 1909
- Africana astylosterni Sandground, 1933
- Africana brodeni Gedoelst, 1916
- Africana bufonis Biswas & Chakravarty, 1963
- Africana chabaudi Baker, 1981
- Africana telfordi Bursey & Goldberg, 2002
- Africana varani Maplestone, 1931

Synonym ist Preterakis Teixeira de Freitas, 1956.